# Älvkarleby
Älvkarleby – miejscowość (tätort) w Szwecji, w regionie administracyjnym (län) Uppsala, w gminie Älvkarleby.
Według danych Szwedzkiego Urzędu Statystycznego liczba ludności wyniosła: 1517 (31 grudnia 2015), 1502 (31 grudnia 2018) i 1515 (31 grudnia 2019).